# Diogenes w kontuszu
Diogenes w kontuszu – tom szkiców literackich Wacława Berenta z 1937.
Tom składa się z dwóch części: cz. I: Diogenes w kontuszu. Opowieść o narodzinach literatów polskich oraz cz. II: Zabawy przyjemne i pożyteczne. Opowieść z zarania inteligencji krajowej. Eseje, klasyfikowane również jako gawędy, dotyczą epoki oświecenia. Tytułowa postać, określona imieniem starożytnego filozofa Diogenesa, to Franciszek Salezy Jezierski, związany z Kuźnicą Kołłątajowską. Teksty odnoszą się nie tylko bezpośrednio do oświecenia, ale są też głosem Berenta w sprawach jemu współczesnych. Tom stanowi pewnego rodzaju kontynuację opowieści biograficznych pt. Nurt (1934).